# Ingrid Wendl
Ingrid Turković-Wendl (née Ingrid Wendl le 17 mai 1940 à Vienne), est une patineuse artistique, une présentatrice télé et une femme politique autrichienne. Elle fut médaillée de bronze olympique aux Jeux olympiques d'hiver de 1956 à Cortina d'Ampezzo, présentatrice à l'ORF de 1972 à 2000 et élue au Conseil national autrichien en 2002 sous les couleurs du Parti populaire autrichien.
Elle est la femme du bassoniste Milan Turković.

## Palmarès
| Compétition             | 1953 | 1954 | 1955 | 1956 | 1957 | 1958 |  |  |  |  |  |  |  |  |
| Jeux olympiques         |      |      |      | 3e   |      |      |  |  |  |  |  |  |  |  |
| Championnats du monde   |      | 12e  | 4e   | 3e   | 3e   | 2e   |  |  |  |  |  |  |  |  |
| Championnats d'Europe   |      | 5e   |      | 1re  | 2e   | 1re  |  |  |  |  |  |  |  |  |
| Championnats d'Autriche | 2e   | 3e   | 1re  | 1re  |      | 1re  |  |  |  |  |  |  |  |  |
|                         |      |      |      |      |      |      |  |  |  |  |  |  |  |  |